# هما نیکنام
هما نیکنام خواننده موسیقی سنتی ایرانی می‌باشد.

## زندگی‌نامه و فعالیت‌هنری
هما نیکنام که ساکن خارج از ایران است،با گروه‌ها و نوازنده‌های مطرحی از جمله: حسین علیزاده، رضا قاسمی، محمود تبریزی‌زاده، مجید خلج و گروه مشتاق و گروه هم‌آوایان همکاری کرده است.

## آثار
- آلبوم پرنده‌ها به‌همراه حسین علیزاده و مجید خلج
- آلبوم مادران زمین به‌همراه حسین علیزاده، حسین حمیدی، افسانه جهانگیری, پروین نمازی و مجید خلج
- آلبوم راز نو به همراه حسین علیزاده
- آلبوم گروه نوازی ماهور-دشتی به همراه گروه مشتاق (رضا قاسمی، محمود تبریزی‌زاده، مجید خلج)[۲][۳]